# Алексеевский сельский совет (Каланчакский район)
Алексеевский сельский совет (укр. Олексіївська сільська рада) — входит в состав
Каланчакского района
Херсонской области
Украины.
Административный центр сельского совета находится в 
с. Алексеевка
.

## История
- 1930 — дата образования.

## Населённые пункты совета
- с. Алексеевка
- с. Приморское